# Pettiboneia blakei
Pettiboneia blakei är en ringmaskart som beskrevs av Wolf 1987. Pettiboneia blakei ingår i släktet Pettiboneia och familjen Dorvilleidae.
Artens utbredningsområde är Mexikanska golfen. Inga underarter finns listade i Catalogue of Life.